# Matshelagabedi
Matshelagabedi è un villaggio del Botswana situato nel distretto Nordorientale, sottodistretto di North East. Il villaggio, secondo il censimento del 2011, conta 2.871 abitanti.

## Località
Nel territorio del villaggio sono presenti le seguenti 3 località:
- Matshelagabedi Lands di 16 abitanti,
- Mhafane/Vulankane di 135 abitanti,
- Sekukwe di 466 abitanti